# Heterachthes integripennis
Heterachthes integripennis är en skalbaggsart som först beskrevs av Bates 1885.  Heterachthes integripennis ingår i släktet Heterachthes och familjen långhorningar. Inga underarter finns listade i Catalogue of Life.